# Saint-Cyprien, Pyrénées-Orientales
Saint-Cyprien är en kommun i departementet Pyrénées-Orientales i regionen Occitanien i södra Frankrike. Kommunen ligger i kantonen La Côte Radieuse som tillhör arrondissementet Perpignan. År 2022 hade Saint-Cyprien 11 995 invånare.

## Befolkningsutveckling

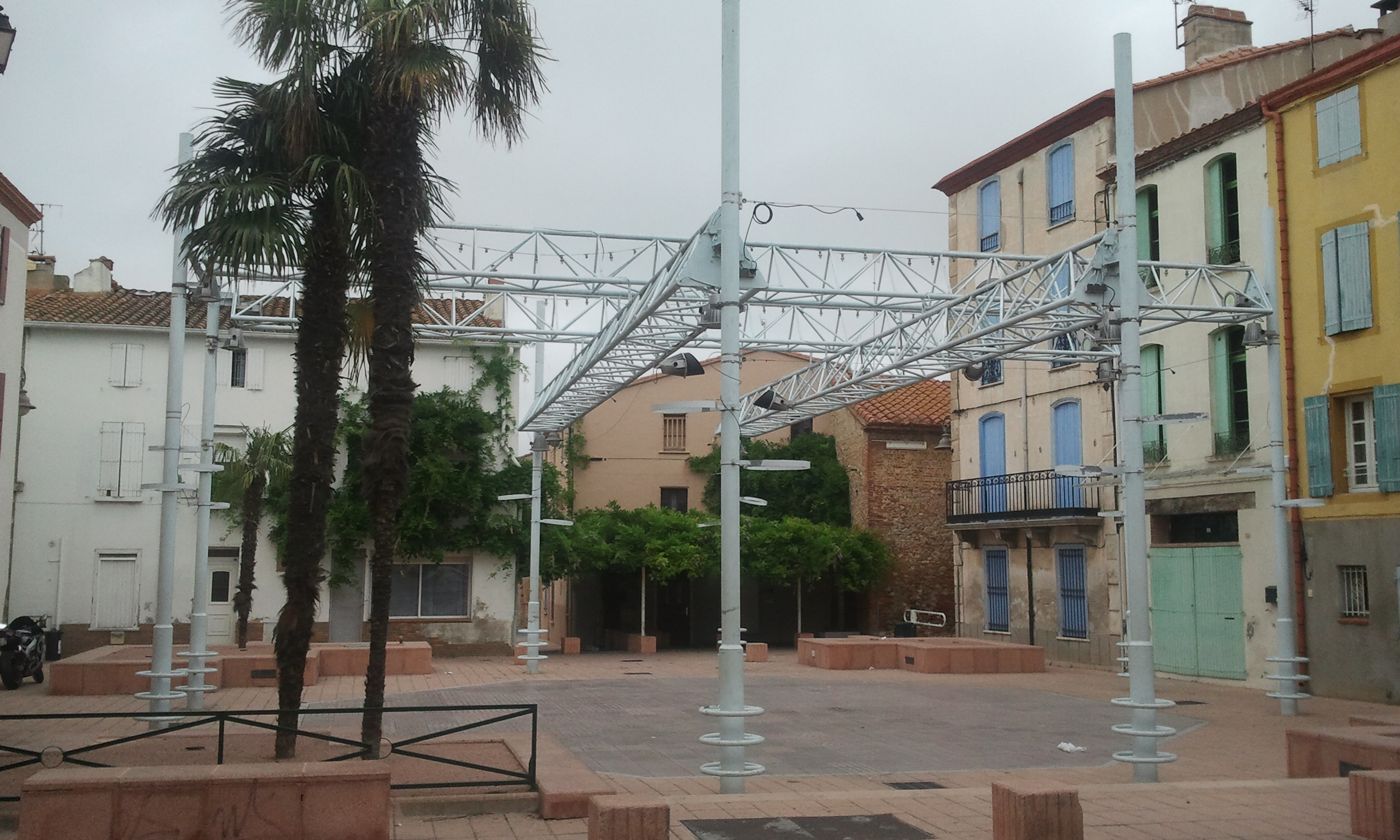
Place de la République

Antalet invånare i kommunen Saint-Cyprien
| Referens: INSEE |